# Krasznacégény
Krasznacégény település Romániában, Szatmár megyében.

## Fekvése
Szatmár megyében, Nagykárolytól délkeletre, Királydaróc és Krasznamihályfalva között fekvő település.

## Népesség
| 2011 | 49 |
| 2021 | 31 |

## Története
Krasznacégény nevét az oklevelek 1332 és 1337 között említették először Czégén, Chegan neveken.
1490-es években az erdélyi püspök birtokának írták.
1564-ben Báthory Istvánt iktatta be Czegen birtokába Szapolyai János Zsigmond parancsára a váradi káptalan.
1590-ben Bagosi Básty János és Krasznai Besenyei János birtoka volt.
1630-ban Katalin fejedelemasszony megerősíti itteni birtokaikban Zakariás Istvánné Básti Annát, és ezen férjétől született gyermekeit Dobokai Kakuczi Imréné Borbálát, Bagosi Károlyi Jánosné Juditot, Zakariás Zsigmondot és Bagosi Najadi Andrásné Zsuzsannát és ezek mindkét nembeli örököseit, mivel e birtokot már nevezettek ősei is bírták.
Az 1797 évi összeíráskor birtokosai voltak: Vay Mária, a kincstár, Balog család tagjai, Vass György, Dési József, Szarvadi Imre, Czégényi Mihály, Szabó György,  Nagy László, Pap Ferenc, Jakab István, Vass János, Dési Klára, Kincses Pál.
Az 1805-ös összeíráskor Balog család tagjainak birtoka volt.
1847-ben 296 lakosa volt, ebből 16 római katolikus, 117 görögkatolikus, 152 református, 11 izraelita.
1890-ben 323 lakosából 178 magyar, 4 német, 141 román nyelvű volt, melyből 76 római katolikus, 142 görögkatolikus, 90 református, 15 izraelita. A házak száma ekkor 51 volt.
A trianoni békeszerződés előtt Szilágy vármegye Tasnádi járásához tartozott.

## Egyházi vonatkozások

### Református egyház
Adatok a gyülekezet történetről. Az bizonyos, hogy a reformáció eléri Krasznaczégényt is de, hogy mikor és milyen mértékben azt nem tudjuk.
A gyülekezet lelkipásztorainak neveit 1777-től ismerjük teljes bizonyossággal, vannak ugyan adatok arról, hogy 1634. június 18-án a Szatmáron tartott közzsinaton Ghenghenre Sóvári Györgyöt helyezi. 1637. junius 14án a Debreczenben tartott zsinat  Szatmári Andrást helyezi. 1653. június 4-én a nagybányai zsinat Czegenbe Geberjeni Jánost helyezte. 1668. június 10-én a Fehér-Gyarmaton tartott közzsinat Szatmári Andrást helyezi ki lelkésznek Czegenre. Mivel a település neve nem mindig ugyanolyan helyesírással íródott, ezeket nem sorolhatjuk ide. Akik bizonyosan itt voltak a következők: Cengeri István (1777-1783), Porcsalmi József (1783- 1784), Telegdi János (1784-1787), Porcsalmi József (1787-1790) Madarasi Péter (1790-1791), Örsi István (1791-1793), Lukács Ferencz (1793-1796), Bátorkeszi Fekete  József  (1796-1798),  Vásárhelyi József  (1798-1802),  Baranyi László (1802-1803), Viski György (1803-1804),  Porcsalmi József  (1804-1806), Vásárhelyi József (1806-1809), Kónya György (1809-1811), Téglási János (1811-1815), Bajomi János (1815-1818), Lakó János (1818-1821), Téglási János (1821-1823),  Cseh Mózes (1823-1828), Gál Zsigmond (1828-1829), Dombi Sámuel (1829-1833), Kellemesi Lakatos János (1833-1835), Filep Mihály (1835-1836), Csányi Dániel (1836-1839), Gidai János (1839-1845), Nagy Elek (1845-1847), Széles Imre (1847-1853) – lévita, Fekete István (1853-1857), Pataki Sándor (1857-1864), Költő László, kr. mihályfalvi lelkész * a mindenkori kr.mihályfalvi lelkész beszolgáló lelkésze Czégénynek* beszolgálása alatt és után léviták végezték a szolgáltak. Marosi Jozsef (1864-1866), Kolumbán Sándor (1866-1869), Kommán József (1869-?) 1894-ben Nagy Jozsef,  Mátéfy János (1896-?)
Az elmúlt száz esztendőben a gyülekezet népessége a következő képpen alakult: 1900-ig a lélekszám növekedése volt a jellemző, így érkezünk el az 1901-es esztendőhöz. 1901. Krasznaczégényben 45 finemű 47 nőnemű összesen 92 lélek található. Született 2 finemű, 4 nőnemű, összesen 6 gyermek. Házasságkötés nem volt. Meghalt 2 finemű, összes temetések száma 2. Természetes szaporulat +4.
2000. Krasznaczégényben 2 finemű 7 nőnemű összesen 9 lélek volt található. Nem született senki. Házasságkötés nem volt, s szerencsére temetés sem. Természetes szaporulat 0. Azóta elfogytak sajnos. 2021-ben már mint szórványgyülekezet sem szerepelt a Nagykárolyi Református Egyházmegye gyülekezetei között.
Czégényben Református iskola is volt, de állami iskolává alakult át 1896 után itt is a mindenkori kántor volt a tanító, néhányuk neve ismeretes: 1885-ban Szakács József.
1887-ban Bagoly Sándor, 1894. Nagy József, 1904. Mákk Károly a kántor-tanító.
Az iskola épülete egészen a kommunista kormány fellépéséig az egyház kezében volt. Az épület 2000-ben elég romos volt, azóta lebontották. 
Volt a gyülekezetben papilak is, de a ’80-as években annyira megromlott az állapota, hogy le kellett bontani.

### Református templom
A templom, a település Királydaróc felé eső részén található, 2000-ben egy fákkal, bozóttal benőtt térségben a falu végen. Persze ha a település méreteire gondolunk, szinte minden a faluvégen található, olyan parányivá zsugorodott a kommunista központosítás – falurombolás – következtében Krasznaczégény.
A templom kert, a  középkori cinteremre jellemző vonásokat hordozza. Jól látszanak a régi hantok domborulatai. Ma négy sír található a templom déli oldalán, korábbi lelkészek és bizonyos Balogh család sírhelyei. A múlt század elejére jellemző és akkor igen modernnek számító betonba ágyazott márványtáblákba vésve néznek szembe az arra járókkal az eltemetettek nevei, kik beton pánttal körül ölelt “örök” lakásaikban várják a feltámadást. Egyik táblán Balogh Ádám neve található
A krasznaczégényi templom keletelt, egyhajós. Épszöggel záródó szentélyének hossza 3,45 m, szélessége 3,62 m az apszis belsejében az északi oldalon kicsiny ötszög alakú vakablak található, mely egyenes vonalú boltívre emlékeztet. Valószínűleg ostyatartónak használhatták. A hajó hossza 7,73 m szélessége 5,5 m. A templom alapterülete 55,39 négyzetméter.
A czégényi templom sokáig elkerülte a kutatók és történészek figyelmét, s erre a település elszigeteltsége lehet a magyarázat. Bunyitai Vince nagyváradi református püspök a következőket írja róla: Krasznaczégény az egész vármegye legkisebb egyháza. A templom nyugati két szögletén egy-egy egytájú tám. A szentély, s a hajó két-két ablaka köríves kajácsos, de diadalíve csúcsíves. Téglaépület.
Encz Géza is felfigyel a félreeső kicsi templomocskára, a templom építésének idejét próbálja meghatározni és ezt a 13. századra teszi a stílusát is meghatározva. Az alsótőki és szászmátéi egyenes záródású templomok mellett említi meg mint azonos szerkezetűt. Az épület különböző elemeit figyelembe véve, mindenképpen románkorinak kell lennie. Ezt erősíti meg Makkai László mikor felhívja a figyelmet, hogy az egyhajós plébánia templomok jellemzői, amik erre a korra és stílusra érvényesek a következők: félkörös vagy négyszög alakú a hájótesttől elválasztott kis méretü apszis, szentély – a mi esetünkben négyszög alakú, amit a tatár járás után építhettek a régi lerombolódott félköríves  helyére, bár ezt csak egy alapos archeológiai feltárás tudná teljes biztonsággal állítani. Egy másik jellemző a hajótesttől egy félköríves diadalív választja el a szentélyt – a czégényi templomnál ez csúcsíves, ami a gótikára jellemző, de a kései románkorra is. 
Balogh Géza szerint, ez későbbi átalakítások eredménye is lehet. Egy ilyen renoválásról tudunk, Szilágyi Tibor lelkipásztor leírásából, melyet 1971-ben vetett papírra. A lelkész egy 1759-es feljegyzésre hivatkozik, mely szerint a templom annyira megromlott, hogy szükségessé vált a renoválása és erre ugyan ebben az évben, 1759-ben sor is került. Erre az adatra hivatkozik, mikor a templom koráról ír, hogy mindenképp régi lehetett, ha már 1759-ben javításra szorult. A lelkész azt is elmondja, hogy sajnos, sem az építés pontos dátuma, sem az építész neve nem ismeretes.
a XIII. századra tette, ezt a legfrissebb kutatások nem igazolták.
A 2014-ben zajlott régészeti kutatások megállapították, hogy a ma álló épület legalább három fázisban épült, jelenlegi formájában pedig leginkább a XV. századra datálható.
Az első azonosított építési fázisnak a mainál rövidebb, de azonos szélességű szentélyét még támpillér és sekrestye nélkül emelték. Ám ezt megelőzően is állhatott itt templom, amire abból lehetett következtetni, hogy a körülötte létesített temető sírjainak némelyikére ráépült ez a szentélyalapozás.
A templom nyugati oldalát,  torony védi, de nem volt ez mindig így, hiszen a jelenlegi tornyot a múlt század közepén építtette a czégényi gyülekezet. A munkálatokat akadályok késleltették, aminek következtében az építkezés 1944-től 1954-ig tartott.  A kicsiny lélekszámú gyülekezet segítségére siettek Magyar Géres és Krasznamihályfalva református gyülekezetei is, de a terhek nagy részét ez a maroknyi nép vállalta és viselte, mely kis létszáma ellenére adakozó és áldozatkész volt. Az akkori gondnok, Fekete Károly és a beszolgáló lelkész Nagy Gusztáv, egy nagykárolyi kőműves mestert biznak meg a torony építésével, bizonyos Pakocs Károlyt. 1944-ben a gyülekezet fát vásárolt, s önkéntes munkával azt kitermelte és a helyszínre szállította. 1947-ben 20000 téglát, és a szükséges meszet, szarufát, vasat, bádogot, cementet vásároltak. A közmunkában 11 református család és 14 más felekezethez tartozó helybeli személy vett részt. A templomtorony építésének összköltsége 17328 lej volt, ami elég nagy terhet rótt az alig ötven lelkes gyülekezetre.
Az elkészült toronyba helyezték el a Balog Gerzson és felesége Szabó Rebeka által 1805-ben adományozott közép méretű harangot. A harangöntő mester nevét is ismerjük Rettegi Lázár Áron személyében. A harang felirata a következő:
FUDIT ME ARON LAZAR DE RETTEG ANNO DOMINI 1805 Ts.Ns. BALOG GERZSON ÉS FELE CZ SZABÓ REBEKA A SZ. SZ. MAGOK KÖL. A K.CZEGE R. SZ. EC. SZÁMÁRA ÖNTET. MINT K.CZEGENYI ÖRÖKÖS BIRTOKOSOK.
A harang eredetileg a templom déli oldalán felállított haranglábban kapott helyet. A mostani téglából épült torony helyén korábban is volt egy deszkából ácsolt toronyszerű építmény de valószínüleg kis teherbíró képessége miatt az új torony elkészültéig a harangot nem vették ki eredeti helyéről. 
A haranglábot az új torony elkészülésekor lebontották, s valószínüleg ekkor falazták be a templom nyugati ajtaját, amelynek nyomai ma is jól kivehetők. A torony tetején található bádog zászlócska évszáma 1886 volt, valószínűleg a korábbi harangláb süvegdísze lehetett, esetleg az elbontott haranglábé. Az bizonyos, hogy a torony tetején lévő csillagot, Bodor Zoltán kovácsmester készítette, s valamikor a ’80-as évekbeli renoválás során került fel a zászlócska fölé. Arról nem tudunk, hogy az előző, hogyan semmisült meg, az mindenképp feltételezhető, hogy volt csillag az eredetin is.
Belső frissitő meszelés és a padok mázolása a 2000 res évek első felében is történt, ekkor keritik be a templomkertet is drótkerítéssel, kiirtva a korábbi bozótost ami a templomot körülvette. 
A templom mennyezete kazettás, 48+16 kazetta, melyek halványkékre vannak festve, a kazetták közepén aranyszínű csillag látható. 
A templom földje le van padlózva, szintén a 80-as években készült el. A villany nincs bevezetve.
A szószék a déli oldalon található egyetlen ajtóval szemben helyezkedik el. Téglából épült félköríves mellvértszerű és négy lépcsőfok vezet hozzá. A szószék feletti korona hatszög alakú, fából készült akárcsak a templom nagy részét betöltő 15 ülőpad. Szilágyi Tibor lelkipásztor leírása szerint 1779-ben készült el a templom mai bútorzata.
A 2014-es felújítás kapcsán el kell mondani, hogy a torony sarkain levő kiszögeléseket visszabontották, a templom sajnos elveszítette bástyára emlékeztető jellegét, ekkor kapja meg a templom a ma is látható formáját.

### Reformátusok anyakönyve (1783-tól)
Petri Mór legalább is ezt jegyzi fel ő még bizonyára látta azt az anyakönyvet, mely 1783-tól jegyezte a gyülekezet demográfiai adatait. Mára ez nem található meg a krasznamihályfalvi irattárban, ahová áttelepítették a czégényi iratokat, amikor ott megszűnt az önálló lelkész állás. Azóta az anyakönyvezés együtt folyt a Krasznamihályfalvi Református Gyülekezetével. A Czégényi Aranykönyvet 1908 és 1946 között vezették,  ebbe csak az úrvacsorai adományok és az adakozók nevei szerepeknek és rövid tudósítások a születések és temetések számáról. 

### Kisleltári tárgyak
A gyülekezet klenódiumai, úrasztali terítéke már korán felhívta a kutatók figyelmét, Bunyitai Vince így ír róluk: "Van egy mázos cserép kelyhe eme felirattal – czégényi ref. eklézsia 1732 -.Egy másik úrasztali ezüst poharát P.S. felírattal nem láthattam, mert felküldték a budapesti kiállításra 1885."
A legértékesebb talán éppen ez volt amit Bunyitai nem tekinthetett meg. 16. században készítették ezüstből. Magassága 16,6 cm, szélessége a talapzatnál 8,4 cm, felső részén pedig 9,6 cm. Fordított csonkakúp alakú. Felülete jól elhatárolható mezőkre oszlik. Középen angyalfej található kitárt szárnyakkal. A kehely alsó részén menekülő szarvas, melyet vizslák űznek, az egyik szinte úszik a levegőben, a másik pedig ugrásra kész testhelyzetben látható. A pohár felső peremén írás olvasható: 1856-ban megaranyaztatta Hajnal Klára. A pohár talpa kissé sérült az évszázadok alatt, valószínüleg ütés érte vagy leeshetett.
Megjegyezném, az egyházközségben, ebből a kehelyből szolgálják fel hétszer egy évben az úrvacsora borát 2010-ig bizonyosan. Tudomásunk van róla, hogy nem csak a budapesti 1855-ös kiállítást járta meg ez az úrasztali pohár, hanem részt vett az 1900-as párizsi világkiállításon is.
Egy nagyobb méretű ónkancsó is található a kegytárgyak között, mely a bor kiöntésére szolgál. Alulról fölfelé karcsúsodó, magassága 28,5 cm, szélessége a talpánál 16,3 cm a tetején 11 cm. Ehhez tartozik az úrvacsorai kenyér felszolgálására használatos két, ugyancsak ónból készült tányér a következő felirattal: Schlache Wald. F. Zin. Mathias Fauser. A másik, ma már használaton kívül lévő ivó edény is megtalálható a gyülekezet birtokában, amelyről Bunyitai ír. Kehelyszerű, agyagból égetett, terrakottába átmenő barna színű, mázas talpaspohár. Magassága 17,4 cm, szélessége a talpánál 8,2 cm, a tetején 9,5 cm. Oldalán a következő szöveg olvasható – a Tzégényi Eccleae 1732. G. M.- Sajnos, a tetejétől függőleges irányú repedés fut le.
- Római katolikus templom

- Görögkatolikus (ma Ortodox) templom

- Ortodox kolostor – a falu határában a 90-es évek folyamán az Ortodox egyház kolostort alapított

## Népviselet, népszokások
A férfiak ruházata egyszerű, mint más falvakban, a nők öltözete csipkés, úrias szabású: harisnyát, bőr- és brüner cipőt is viseltek.